# Yassir Zabiri
Mohammed Yassir Zabiri (in arabo يسير محمد زبيري‎?; 23 febbraio 2005) è un calciatore marocchino, attaccante del Famalicão.

## Carriera

### Club
Zabiri è cresciuto nel settore giovanile dell'Académie Mohammed VI e nel 2023 è passato all'Union Touarga. Ha debuttato in prima squadra il 7 febbraio 2024 nell'incontro di Botola 1 Pro vinto 2-1 contro il Renaissance Zemamra ed il 27 aprile ha segnato il suo primo gol contro il Chabab Mohammedia.
Il 26 agosto 2024 è stato acquistato dal Famalicão con cui ha firmato un quadriennale.

### Nazionale
Ha giocato nella nazionale marocchina Under-20.

## Statistiche

### Presenze e reti nei club
Statistiche aggiornate al 30 marzo 2025.
| Stagione        | Squadra         | Campionato      | Campionato | Campionato | Coppe nazionali | Coppe nazionali | Coppe nazionali | Coppe continentali | Coppe continentali | Coppe continentali | Altre coppe | Altre coppe | Altre coppe | Totale | Totale | Totale |
| Stagione        | Squadra         | Comp            | Pres       | Reti       | Comp            | Pres            | Reti            | Comp               | Pres               | Reti               | Comp        | Pres        | Reti        | Pres   | Reti   |        |
| --------------- | --------------- | --------------- | ---------- | ---------- | --------------- | --------------- | --------------- | ------------------ | ------------------ | ------------------ | ----------- | ----------- | ----------- | ------ | ------ | ------ |
| 2023-2024       | Union Touarga   | B1              | 11         | 3          | CM              | 0               | 0               | -                  | -                  | -                  | -           | -           | -           | 11     | 3      |        |
| 2024-2025       | Famalicão       | PL              | 5          | 1          | CP+CdL          | 1+0             | 2+0             | -                  | -                  | -                  | -           | -           | -           | 6      | 3      |        |
| Totale carriera | Totale carriera | Totale carriera | 16         | 4          |                 | 1               | 2               |                    | -                  | -                  |             | -           | -           | 17     | 6      |        |